# Куренной, Владимир Константинович
Влади́мир Константи́нович Куренно́й (укр. Володимир Костянтинович Куренной; род. 2 августа 1967, Одесса, Украинская ССР, СССР) — украинский публицист, журналист, политтехнолог, общественно-политический деятель. Народный депутат Украины 5, 6 и 8  созывов.

## Биография
Родился 2 августа 1967 года в Одессе. Образование — Одесский институт народного хозяйства, специальность — экономика материально-технического снабжения, Одесский филиал Академии государственного управления при Президенте Украины. Стажировка по программе «Местное самоуправление» в США.
- 1990—1991 гг — экономист управления «Одессанепромоптторг»
- 1991—1994 гг — заместитель главного редактора, обозреватель газеты «Юг»
- 1994—1995 гг — руководитель пресс-службы Одесского городского совета
- 1995—2000 гг — зав. отделом экономики и политики газеты «Юг»
- 2000—2005 гг — главный редактор независимой газеты «Юг» (Одесса)
- 2005—2006 гг — заместитель городского головы г. Одессы
- 2006—2007 гг — Народный депутат Украины, глава подкомитета по вопросам развития туризма
- 2007 — Председатель правления Фонда свободы и демократии
- 2011 — Заместитель председателя Центрального исполкома политической партии УДАР (Украинский демократический альянс за реформы)
- 2012 — Народный депутат Украины, первый заместитель главы Комитета ВРУ по иностранным делам, партия «Удар»
- 2015—2018 — руководитель департамента децентрализации и местного самоуправления Администрации Президента Украины
- 2018—2019 — народный депутат Украины 8 созыва

## Общественно-политическая деятельность
- 1994—2002 гг — депутат Одесского городского совета
- 2003—2004 гг — руководитель избирательного штаба кандидата в Президенты Украины В. А. Ющенко
- 1998—2004 гг — председатель Одесской региональной организации партии «Реформы и порядок»
- 2006 г. — руководитель избирательного штаба БЮТ по выборам Верховной Рады Украины в Одесской области, № 95 в списке БЮТ
- 1998 года — эксперт, тренер Международного Республиканского Института США на Украине

Является один из создателей аналитической, исследовательской организации — Либерально-консервативный центр имени Маргарет Тэтчер
Автор более 300 статей, обзоров, аналитических эссе, соавтор ряда научно-практических сборников по практике ведения избирательных кампаний.
Участвовал в 15 избирательных кампаниях в качестве кандидата, руководителя штабов, политтехнолога, в том числе в кампаниях на Украине, в Великобритании, США.